# Scho-Ka-Kola
Scho-ka-kola je značka německých energetických čokolád, vyráběných berlínskou společností Scho-ka-kola GmbH. Tyto čokolády se vyznačují vysokým obsahem kofeinu, pocházejícího z kakaa, kávy a výtažku z kolového oříšku. Tradičně jsou balené ve stogramových kulatých plechových dózách, obsahujících 16 trojúhelníkových dílků čokolády. Dnes jsou však již dostupné také v klasických tabulkách.

## Historie
První čokoláda Scho-ka-kola (z německého Schokolade-Kaffee-Kolanuss, čokoláda-káva-kolový oříšek) byla vytvořena v roce 1935 rodinnou čokoládovnou Hildebrand, Kakao- und Schokoladenfabrik, založenou čokolatiérem Theodorem Hildebrandem (1791-1854) v Berlíně. Na trh byla uvedena v roce 1936 na XI. letních olympijských hrách v Berlíně jako „sportovní čokoláda“ s povzbuzujícím účinkem. Okamžitě si získala srdce zákazníků, a stala se jednou z nejoblíbenějších čokolád na německém trhu. 

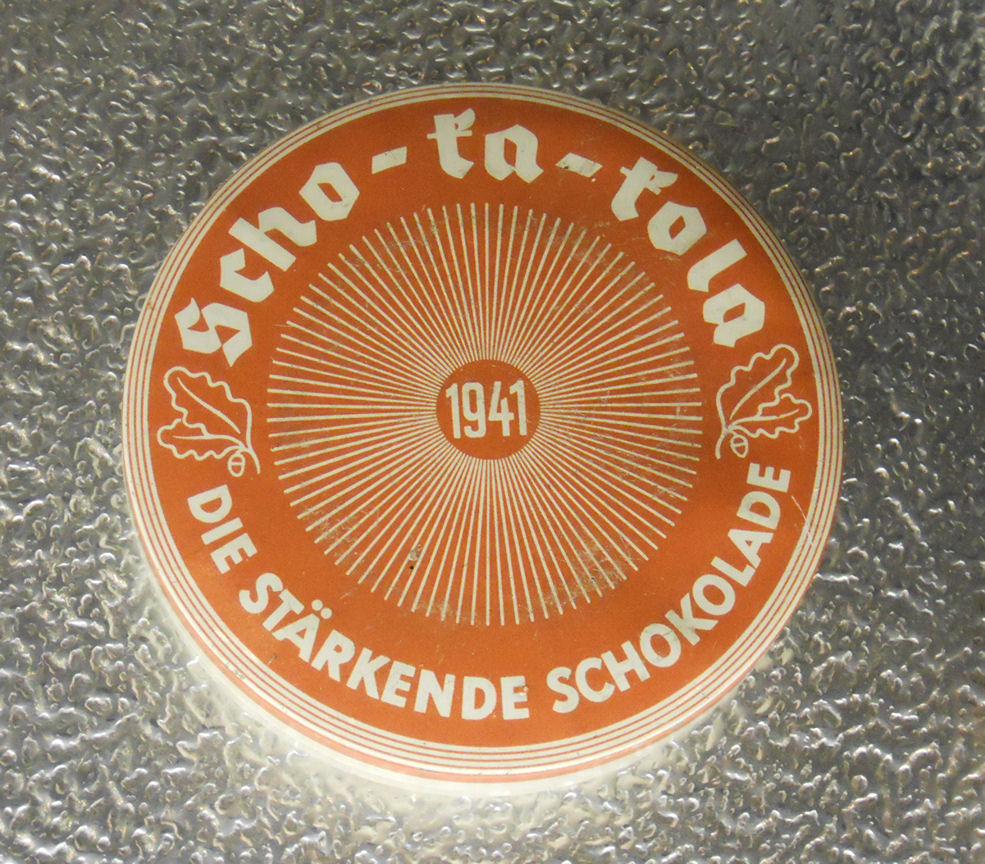
Balení Scho-ka-koly pro Wehrmacht z roku 1941

Za druhé světové války byla součástí potravinových dávek Luftwaffe, čehož firma Hildebrand využívala v propagačních materiálech. Čokoláda díky tomu získala přezdívku Fliegerschokolade – letecká čokoláda. Dostávali ji však také příslušníci ostatních složek německé branné moci, a byla součástí nouzových balíčků potravin pro trosečníky v záchranných člunech. V rámci válečného hospodářství byly do její výroby zapojeny také další německé čokoládovny jako Mauxion, nebo Sprengel. Těsně po válce byla Scho-ka-kola v Německu také distribuována spojeneckými okupačními orgány hladovějícímu obyvatelstvu. 
V roce 1969 získal značku německý podnikatel Hans Imhoff, a pro její distribuci odkoupil od Deutsche Bank zadluženou čokoládu Stollwerck. V roce 2005 se značka Scho-ka-kola stala samostatnou, a jejím výrobcem je nyní společnost Scho-ka-kola GmbH, sídlící v Berlíně.

## Sortiment
Kromě klasické hořkosladké čokolády s 58 % kakaa se dnes vyrábí také mléčná varianta se 30 % kakaa. Obě varianty jsou dostupné v tradičních plechových dózách, ale také v klasických tabulkách.
Kromě čokolád firma vyrábí také směsi sušeného ovoce a oříšků s kousky energetické čokolády pod názvy Studentenfutter a Exotic Mix.

## Podpora ekologického hospodaření
Firma Scho-ka-kola GmbH se velmi zasazuje na podporu trvale udržitelného zemědělství v rozvojových zemích. Své produkty proto vyrábí z kakaa s certifikací UTZ a kávu i kolové oříšky odebírá z ekologicky obhospodařovaných plantáží.
Od roku 2014 je u čokolád Scho-ka-kola místo sójového lecitinu nově používán slunečnicový lecitin. Ten je oproti sójovému vhodný i pro alergiky, a navíc pochází ze slunečnic vypěstovaných v Evropě, čímž společnost podporuje místní zemědělství.